# Annette Spiro
Annette Spiro (* 1957 in Thusis) ist eine Schweizer Architektin und Universitätsprofessorin.

## Werdegang
Annette Spiro besuchte zwischen 1973 und 1977 den Vorkurs und die Fachklasse für Schmuck und Gerät an der Hochschule für Gestaltung Zürich und studierte von 1982 bis 1987 Architektur an der ETH Zürich. Nach dem Diplom bei Flora Ruchat-Roncati arbeitete sie u. a. bei Herzog & de Meuron und in Spanien und Brasilien. 1991 gründete Spiro mit Stephan Gantenbein ein Architekturbüro in Zürich. Annette Spiro lehrte als Assistentin und Gastdozentin an der EPF Lausanne, der ETH Zürich, der FH Basel, der HTA Luzern, der Universitäten Baeza, der Universität El Escorial und seit 2007 als Professorin für Architektur und Konstruktion an der ETH Zürich. Sie war von 2015 bis 2017 Departementsvorsteherin und seit 2017 Präsidentin der Redaktionskommission von Werk, Bauen + Wohnen.

## Publikationen (Auswahl)
- mit Elizaveta Radi, Florian Schrott (Hg.): Innenputz. Park Books, Zürich 2022
- The Working Drawing, Architect’s Tool. Der Bauplan, Werkzeug des Architekten. Park Books, Zürich 2013
- Vorwort zu Udo Thönnissen: Hebelstabwerke: Tradition und Innovation. gta Verlag, Zürich 2015
- Über Putz, Oberflächen entwickeln und realisieren. gta Verlag, Zürich 2012
- als Herausgeberin: Paulo Mendes da Rocha, Bauten und Projekte. Niggli Verlag, 2002. (Als Autorin und Herausgeberin)
- Lina Bo Bardi. In: Centrum (Deutsches Jahrbuch) 1995

## Preise
- 2012: DAM Architectural Book Award für Über Putz. Oberflächen entwickeln und realisieren. gta Verlag, Zürich 2012
- 2014: DAM Architectural Book Award für The Working Drawing, Architect’s Tool. Der Bauplan, Werkzeug des Architekten. Park Books, Zürich 2013
- 2023: Die schönsten deutschen Bücher für Innenputz. Park Books, Zürich 2022
- 2023: DAM Architectural Book Award für Innenputz. Park Books, Zürich 2022